# Sitio de la Roca Sogdiana
La Roca Sogdiana (también conocida como la Roca de Ariamaces) era una fortaleza en Sogdiana (en las proximidades de la actual Samarkanda, Uzbekistán) capturada por las tropas de Alejandro Magno en la primavera de 327 a. C.

## Antecedentes
En 329 a. C. Alejandro Magno ya había conquistado las partes más norteñas del Imperio Persa, incluyendo la región de Sogdiana, pero en ese mismo año comenzó en la región una rebelión liderada por el caudillo sogdiano Espitamenes, el rey sogdiano Ariamaces y el noble sogdiano Oxiartes de Bactriana contra la dominación macedonia. Los rebeldes habían aprovechado que Alejandro se encontraba en el actual Tayikistán fundando la ciudad de Alejandría Escate, tras lo cual solo pudo enviar a su general Farnuces de Licia con un ejército que fue destruido con la pérdidad de dos mil soldados de infantería y trescientos de caballería.
Tras esto, la rebelión se volvió peligrosa para el imperio de Alejandro y lo obligó a encargarse personalmente de la situación por lo que partió a Sogdiana.
Uno de los primeros pasos de Alejandro fue la conquista de la fortaleza conocida como la Roca Sogdiana o Roca de Ariamaces en el actual Uzbekistán. La misma era considerada inexpugnable, al punto que el propio Oxiartes envió ahí a su esposa e hijas, entre ellas Roxana, para salvaguardarlas. En efecto, se trataba de un macizo de tres mil metros de altura en cuya cima se extendía una mesa de 30 kilómetros de circunferencia cuyo único acceso era un estrecho y accidentado sendero, defendido por arqueros. En previsión de un sitio, la fortaleza había sido aprovisionada con suministros para unos dos años y contaba en su interior con fuentes de agua potable.
Al arribar al lugar, Alejandro puso la fortaleza bajo sitio y estableció comunicaciones con los defensores, pidiendo su rendición; cosa que Ariamaces, comandante de la fortaleza, rehusó contestándole a Alejandro que necesitaría «hombres con alas» para apoderarse de la ciudadela;esta respuesta enfureció a Alejandro, quien redobló sus esfuerzos para  capturarla.

## Batalla
Alejandro buscó voluntarios que fueran capaces de escalar los riscos sobre los que se elevaba la fortaleza.  Para animarlos, el soberano prometió una recompensa de 12 talentos de oro al primero que llegase a la cima, 11 al segundo, 10 al tercero y así sucesivamente hasta el décimo segundo, que recibiría 300 dáricos de oro. Se presentaron trescientos montañeses, los cuales habían adquirido experiencia escalando en asedios anteriores . Desarmados, para tener mayor ligereza, y ayudándose con cuerdas de lino y estacas para tiendas de campaña, los hombres treparon el acantilado durante la noche; perdiendo unos treinta soldados durante el ascenso.Polieno cuenta esta historia de maneradiferente, en su versión, el contingente no escaló la roca, sino que trepó por una pendiente empinada, densamente cubierta de árboles, a la que se aferraron con cuerdas cortas.
Al hacer cumbre, agitaron trozos de tela de lino blanca, según lo convenido. En ese momento, según cuenta Arriano,  Alejandro envió a un emisario para que anunciara la noticia a los enemigos, indicando que debían rendirse sin demora ya que sus «hombres alados» habían tomado posiciones en la cima. Los defensores de la fortaleza al comporbar la presencia de enemigos dentro de sus murallas, se rindieron, desmoralizados.

## Conclusión
Tras el asedio, Alejandro trató con respeto y dignidad a la familia de Oxiartes, quien, sabiendo que Alejandro había capturado a su familia y trataba bien a quienes se rendían, decidió también rendirse y terminar la rebelión de Sogdiana.
Alejandro también se enamoró de Roxana en cuanto la vio por primera vez tras el asedio, a quien llamo «la mujer más adorable de Asia» con excepción de Estatira, esposa de Darío III; y terminó llevándola a la ciudad de Bactra (en el actual Balj), donde se casaría con ella.
El historiador romano Curcio Rufo asegura en su relación de la vida de Alejandro Magno que Ariamaces fue crucificado y los defensores de la Roca Sogdiana fueron masacrados mientras que las mujeres y niños fueron vendidos como esclavos; sin embargo, ningún otro historiador concuerda con esta versión que es considerada falsa: Flavio Arriano, Polieno y Estrabón contradicen esta versión y relatan que la vida y dignidad de Ariamaces fueron respetadas lo cual es consistente con la política de Alejandro de ser magnánimo con enemigos que eran valientes en batalla o que se sometían voluntariamente.

## Legado
La rápida rendición del enemigo es un ejemplo de guerra psicológica; por ello este relato se usa en las academias militares como ejemplo de como un pequeño grupo de combatientes, bien entrenado y altamente motivado, puede ser capaz de causar un impacto desproporcionado en relación con su número.